# Колсън Уайтхед
Колсън Уайтхед (на английски: Colson Whitehead) е американски писател на произведения в жанра сатира, исторически роман, хорър и документалистика.

## Биография и творчество
Арч Колсън Чип Уайтхед е роден на 6 ноември 1969 г. в Ню Йорк, САЩ, в семейство с 4 деца на родители предприемачи, собственици на фирма за набиране на изпълнителски кадри. Има 2 по-големи сестри. Израства в Манхатън и учи в елитното частно училище „Тринити“. Следва в Харвардския университет, който завършва през 1991 г. В колежа се сприятелява с поета Кевин Йънг и се среща с Джеймс Джойс и Томас Пинчън.
След дипломирането си работи за „The Village Voice“ като пише отзиви за телевизия, книги и музика, и живее във Форт Грийн, Бруклин. Едновременно започва да пише първите си романи.
Първият му роман „The Intuitionist“ (Интуиционистът) е издаден през 1998 г. Сатиричния роман представя две враждуващи фракции в отдела на инспекторите на асансьори – на емпириците, които работят по правилата, и на интуиционистите, чиито методи за наблюдение включват медитация и инстинкт. В центъра на борбата се оказва интуиционистката Лила Мей, първата чернокожа жена инспектор в града, която разследва инцидент с асансьор в нова общинска сграда и е саботирана от бели колеги. Книгата получава наградата „Нови гласове“.
През 2016 г. е издаден романът му „Подземната железница“. „Подземна железница“ през XIX век са наричали мрежата от скривалища и помагачи, по която робите в Америка бягат към свободните щати. Романът проследява историята на млада цветнокожа жена в щата Джорджия, която се опитва да избяга от робство от южняшка плантация ползвайки мрежата, като методично рисува панорама на потисничеството, страха и жестокостта. Романът е удостоен с наградата „Пулицър“ за литература, а Уайтхед е награден с медал „Карнеги“ за отлични постижения в художествената литература и с наградата „Хърстън/Райт“. През 2021 г. романът е екранизиран в едноименния телевизионен сериал с участието на Тасо Мбеду и Чейс У. Дилън.
През 2019 г. е издаден романът му „The Nickel Boys“ (Никеловите момчета). Базиран на действителни събития, романът разказва за насилието над чернокожи момчета в поправително училище във Флорида. Книгата печели наградата „Пулицър“, наградата „Киркус“ за художествена литература и наградата „Оруел“ за политическа литература. Става четвъртият писател, печелил два пъти наградата „Пулицър“ за художествена литература, след Бут Таркингтън, Уилям Фокнър и Джон Ъпдайк.
Негови произведения са публикувани в различни периодични издания като „Гранта“, „Ню Йорк Таймс“ и „Харпър“.
Произведенията му се характеризират с постмодерна оценка на американската традиция, с проницателни изследвания на расовата идентичност и съвременната култура, с поетична изразност на изказа, поставяйки го в авангарда на своето поколение писатели.
Удостоен е с наградата за писатели на Уайтинг, стипендия на Гугенхайм и стипендия на Макартур.
Преподавал е в Принстънския университет, Нюйоркския университет, университета в Хюстън, Колумбийския университет, Бруклинския колеж, Хънтър Колидж, Уеслианския университет и е бил резидент писател в колежа Васар, университета в Ричмънд и университета на Уайоминг.
Женен е за литературната агентка Джули Барер. Има дъщеря от първия брак и син от втория.
Колсън Уайтхед живее със семейството си в Манхатън и в Саг Харбър, Лонг Айлънд.

## Произведения

### Самостоятелни романи
- The Intuitionist (1998)
- John Henry Days (2001)
- Apex Hides the Hurt (2006)
- Sag Harbor (2009)
- Zone One (2011)
- The Underground Railroad (2016) – награда „Пулицър“, национална награда за литература, награда „Артър Кларк“
Подземната железница, изд. „Лист“ (2018), прев. Ангел Игов
- The Nickel Boys (2019) – награда „Пулицър“, награда „Киркус“, награда „Оруел“
- Harlem Shuffle (2021)

### Документалистика
- The Colossus of New York (2003) – сборник есета за Ню Йорк
- The Noble Hustle (2014) – за Световните покер серии през 2011 г.

### Екранизации
- ?? The Underground Railroad – тв сериал, 11 епизода